# 數碼暴龍App世代角色列表
数码宝贝宇宙 应用怪兽 角色列表 是日本东映动画于2016年-2017年制作的第七作电视动画《数码宝贝宇宙 应用怪兽》的登场人物和应用兽（Appmon）一览表。

## 设定
APP怪獸（Appli Monster）通称应用兽（Appmon），是以自我意志行动的具备人工智能的应用生命体，在人类世界与数码空间的狭缝中充当为系统与人类互动的功能。「有多少个应用就有多少个怪兽」，每个应用对应一个应用兽。两体应用兽通过应用合体（Appgattai）成为全新的应用兽。应用兽级别分为四个阶段：普（Standard）、超（Super）、极（Ultimate）、神（God），也有例外的阶段，如不明（Unknown）和无（-）的分类。应用兽属性包括8种：社交（Social）、导航（Navi）、游戏（Game）、娱乐（Entertainment）、生活（Life）、工具（Tool）、系统（System）、神（God），前7种属性的相克关系是：社交→导航→工具→系统→游戏→娱乐→生活→社交，也有例外的属性，如不明（Unknown）或无（-）的分类。

## 登場角色

### 主要人物
新海春
配音：內山夕實（日本）；吳羨婷（香港）；黃玉奇（台灣）
本作男主角。富士见坂中学一年级生，在第27话后升为初中二年级。生日7月1日，13岁，第39话之后14岁，身高158cm，血型O型。有著沉穩而溫和的性格。也有著能夠以自己的意見判斷事物而令人安心的一面。愛好讀書，憧憬著故事裏的主人公。搭檔应用兽是「匹配獸」。
獲得应用驱动器的那一刻被後者問到「你是主角嗎？」時，新海春最終選擇了「是（YES）」，從而啟動应用驱动器並與匹配獸結為搭檔，而且啟動時還說出了下文提到的那句口頭禪。
最終話恢復正常生活，在祖父的影響及勇仁的犧牲下立下未來成為人工智能研究專家的志願。
結尾忽然出現勇仁的身影，隨後又露出失落的表情，似是暗示為自己一時的幻覺。
口頭禪是「我決定了！我要成為真正的主角！」
匹配獸
配音：菊池心（日本）；黃昕瑜（香港）；李昀晴（台灣）
新海春的搭档应用兽。具備搜索应用的能力。喜歡耍帥，不過能夠確實地利用搜索能力傳遞各種各樣的情報，喜歡條狀的豆餡餅。
一開始非常害怕提及利維坦的名字（因為他在遇見新海春之前曾經遭到過利維坦的瘋狂追殺），一說出來就會全身僵硬，不過後來克服了。
戰鬥台詞是「你這傢伙的未來已經搜尋完畢！」
大匹配獸
匹配獸和導航獸应用合体後的姿態。擁有被超強化了的搜索能力的超应用兽。可以潛入網絡海洋深層處，抓住普通搜索無法知道的信息。
環球獸
大匹配獸和時間獸应用合体後的姿態。擁有從各個角度捕捉和分析信息的能力的極应用兽。具有優秀的解析能力，能以接近預知的速度察覺對象的行動。
蓋亞獸
配音：關令翹（香港）
環球獸和領袖獸应用合体後的姿態。擁有創造能力的神应用兽。被譽為獲得世間智慧的創世之神。
花嵐惠理
配音：莊司宇芽香（日本）；葉曉欣（香港）；張雅婕（台灣）
14歲的初中二年级生，在第27话后升为初中三年级。作為人氣偶像組合「APP山470」的成員活動中。運動神經很好，擅長空手道，性格活潑。雖然總在演強硬的角色，但實際上坦率而溫柔，有著容易寂寞而淚流滿面的一面，非常不擅长料理。搭檔应用兽是「多卡獸」。
獲得应用驱动器的那一刻被後者問到「你想為別人帶去笑容嗎？」時，花嵐惠理最終選擇了「是（YES）」，從而啟動应用驱动器並與多卡獸結為搭檔。
在後來的「APP山470總選舉」中因為被計算獸亂入投票所以一度變成第一名，最後以人氣投票第十名做結。
口頭禪是「給你的心狠狠一拳！因為我就是宇宙的中心、花嵐惠理大人！」
多卡獸
配音：熊井統子（日本）；何寶珊（香港）；邱佩轝（台灣）
花嵐惠理的搭档应用兽。性格溫柔，很有力氣，但說話非常的吵鬧，一度讓惠理也受不了所以遇到匹配獸之前很長時間沒有實體化。是動作遊戲应用的应用兽。很喜歡惠理。將匹配獸當做“大哥”一樣尊敬。
戰鬥台詞是「給你的胸口一記重拳！」
相撲獸
多卡獸和舔舔獸（為食獸）应用合体後的姿態。擁有被超強化了的格鬥能力的超应用兽。在力量上對敵人有著壓倒性的優勢。
王者獸
相撲獸和教練獸应用合体後的姿態。在鬥爭中生存的孤高戰士。具有一颗鋤强扶弱的正義之心，用掌握的多種武術徹底擊敗强敵就是生存的價值。
波塞冬獸
配音：黃積權（香港）
王者獸和美麗獸应用合体後的姿態。擁有無敵能力的神应用兽。被譽為澎湃大海的霸者。
飛鳥虎次郎
配音：古城門志帆（日本）；林丹鳳（香港）；邱佩轝（台灣）
网名「飞虎（Astra）」。是个混血儿，父亲是日本人，母亲是英国人。在本篇第7话中登场。在视频网站「AppTube」投稿的人气App Tuber，鹰之台小学五年级生，在第27话后升为小学六年级，11岁。家里是连续400年代代相传的茶道世家。在嚴格的家庭中成長，卻很重視個人的感覺並追求著自由。搭档应用兽是「音樂獸」。
獲得应用驱动器的那一刻被後者問到「酷嗎？」時，飛鳥虎次郎最終選擇了「是（YES）」，從而啟動应用驱动器並與音樂獸結為搭檔，而且啟動時還說出了下文提到的那句口頭禪的最後部分。
口頭禪是「酷嗎？還是不酷？超酷的！」
音樂獸
配音：田村奈央（日本）；劉惠雲（香港）；黃玉奇（台灣）
飛鳥虎次郎的搭档应用兽。具備音樂应用的能力。和虎次郎同樣有著愛起勁的性格。
戰鬥台詞是「沒有音樂獸，就沒有生活！」
媒體獸
音樂獸和錄音獸应用合体後的姿態。拥有被超强化了的媒體能力的超应用兽。可以幻化出視覺衝擊力極高的攻擊。
娛樂獸
媒體獸和夢境獸应用合体後的姿態。娛樂的具現者。娛樂獸創造的如同魔法的快樂空間，會讓對象從現實世界移開視線。
烏拉諾斯獸
配音：周倚天（香港）
娛樂獸和偽裝獸应用合体後的姿態。擁有覺醒能力的神应用兽。被譽為向自由引導的天空之大帝。
桂零
配音：豐永利行（日本）；李鎮然（香港）；張敦喻（台灣）
初中二年级生，在第27话后升为初中三年级，14岁。追著新海春的神秘少年，超級駭客，有一個喜歡吸食果凍飲料的招牌動作。有關兇惡的最終BOSS人工智能似乎知道些什麽……！？搭档应用兽是「駭客獸」。
獲得应用驱动器的那一刻被後者問到「你是孤身一人嗎？」時，桂零最終選擇了「不（NO）」，從而啟動应用驱动器並與駭客獸結為搭檔，是主角中唯一一個回答是不的。
似乎非常敵視新海春等人，并向他們發出了「現在立即對利維坦住手」的嚴厲警告，但後來在第12話中證實他這麼做的一切都是為了尋找他那在網絡之海中神秘失蹤的親弟弟小初。
于第33話中首次與大空勇仁見面，不過似乎對後者相當冷淡。
口頭禪是「新海春——你已經被黑掉了」
駭客獸
配音：阪口大助（日本）；曹啟謙（香港）；吳愷笛（台灣）
桂零的搭档应用兽。具備入侵能力的应用兽。
戰鬥台詞是「如果是零的話，沒有破不了的障礙……」
掠龍獸
駭客獸和防火墻獸強制应用合体後的姿態。擁有超級破解能力的超应用兽，其駭客能力非常的可怕。
復原獸
掠龍獸和解壓縮獸应用合体後的姿態。擁有復原能力的極应用兽。即使是被完全破壞的數據，只要還剩下一粒碎片，就能照原樣復活。
哈迪斯獸
復原獸和生命獸应用合体後的姿態。擁有變化能力的神应用兽。被譽為掌管破壞與再生的冥界之王。
大空勇仁
配音：古川慎（日本）；林筠翔（香港）；吳愷笛（台灣）
富士见坂中学一年级生，在第27话后升为初中二年级，13岁。春的竹马之交，也是春心目中的「主角」人物。具備領袖風範，性格熱情。運動健將，擅長足球。很受女生歡迎。但藏着一個不可告人的秘密……
于第27話中成為第五個应用驅動擁有者，擁有前者的強化型——应用驱动器DUO，并及時與其搭档应用兽離線獸一起出現在春等人面前幫助他們逃脫了衛星獸的追殺和打敗了推特獸。
獲得应用驱动器DUO的那一刻被後者問到「你有願意犧牲生命去守護的朋友嗎？」時，大空勇仁最終選擇了「是（YES）」，從而啟動应用驱动器DUO並與離線獸結為搭檔。
于第47話中證實其真正身份其實是利維坦製造的人工智能機器人——人類情報收集用人形終端YJ14。
最終于第52話中因為春保護世界的決心而幡然醒悟，啟動自毀程序消滅了利維坦，自己也因此而身亡，結尾以如幻似真的方式出現在春面前。
人物设计参照于2001年在俄罗斯圣彼得堡开发的人工智能聊天机器人尤金·古斯特曼。尤金的形象定位是一名十三岁的乌克兰男孩，自诞生以来，已经完成了一系列的图灵测试，并于2014年6月7日，在艾伦·图灵逝世60周年纪念日通过了图灵测试，也夺得2001年、2005年和2008年罗布纳奖的第二名。“Eugene”音同“勇仁”（Yujin）。
在漫画版中并非机器人，而与春他们一样是普通人的设定。
離線獸
配音：嶋村侑（日本）；陳皓宜（香港）；張雅婕（台灣）
大空勇仁的搭档应用兽。擁有離線能力的單機遊戲应用兽，性格有點怯懦內向，雖然在威力上很厲害但說話和出招的速度非常的慢。
關機獸
配音：藤原貴弘（日本）；陳耀楠（香港）；張敦喻（台灣）
擁有強制終止能力的極应用兽。可以強制終止任何正在運行中的程序。于第31話初登場時趕跑了企圖殺死眾人的衛星獸，但隨後因為實在難以控制自身強大的力量而暴走。緊接著在第32話中在感受到了勇仁面對自己暴走仍然不肯放棄的決心之後成功控制了自己暴走的力量並與全球獸应用链接打敗了衛星獸。
重啟獸
配音：藤原貴弘（日本）；陳耀楠（香港）
關機獸和感染了L病毒的啟動獸应用合体後的姿態。擁有重啟能力的神应用兽。被譽為掌管開始與終結的革命之神。

### 主角的家人

#### 新海家
春的母親
配音：吉田小百合（日本）；梁少霞（香港）；邱佩轝（台灣）
新海電衛門
配音：高木涉（日本）；朱子聰（香港）；張敦喻（台灣）
新海春已故的祖父，著名的東京大東都大学数学家、人工智能研究專家。1956年，年轻时参加了达特矛斯会议，受到了约翰·麦卡锡和马文·闵斯基的影响，进行了人工智能「密涅瓦」的开发，与「利維坦」有着密不可分的關係。生前為避免被利維坦追蹤於是在大學研究室內以錄影帶留下信息告知七代碼的秘密，最終話以生前留下的備份資料的模樣實體化。

#### 花嵐家
惠理的母親
配音：早水理沙（日本）；陸惠玲（香港）；黃玉奇（台灣）

#### 飛鳥家
飛鳥龍太郎
配音：田中美央（日本）；潘文柏（香港）；鄒韋（台灣）
虎次郎的父親，一位德高望重的茶道宗師，同時也是飛鳥家的現任當主。性格嚴厲，對兒子要求極高，每天只允許其使用AppTube半小時。
飛鳥珍妮
配音：中尾衣里（日本）；曾秀清（香港）；李昀晴（台灣）
虎次郎的母親，是一個英國人。
飛鳥龍次郎
配音：石井康嗣（日本）；馮錦堂（香港）；鄒韋（台灣）
虎次郎的叔叔、龍太郎的弟弟，為亞流火虎寺的住持，不但比哥哥更加嚴格，而且性格粗暴、目中無人，甚至到連AppTube都不准的程度，曾經誇耀說「至今為止能從亞流火虎寺逃出來的就只有兩個人而已」。後來因為虎次郎成功逃出亞流火虎寺，讓人想起過去與哥哥兩人一起逃出亞流火虎寺的回憶，而認同他的實力且決定放棄追捕虎次郎。

#### 桂家
桂初
配音：水瀨祈（日本）；廖杏茵（香港）；李昀晴（台灣）
零的弟弟，也是其唯一的親人，6岁，不幸遭到利維坦的綁架，現作為數據位於網絡之海的某處。
于第43話中揭露出他被利維坦綁架之後被其改造成為了应用兽睡眠獸，也是在這一話他向眾人講述了利維坦的恐怖野心：將所有的人類改造成应用兽受其支配，而這一切的關鍵便是自己受利維坦所託製造的強制啟動应用的应用兽——開機獸。
開機獸
配音：村中知（日本）；何璐怡（香港）；張雅婕（台灣）
強制啟動应用的極应用兽，由桂零的弟弟桂初製造出來。最後在第47話結尾死在大空勇仁（人類情報收集用人形終端YJ14）的關機獸手裡，之後於完結篇復活。

#### 大空家
勇仁的母親
配音：仲村香織（日本）；黃玉娟（香港）；李昀晴（台灣）
並非大空勇仁的親生母親，其真正身份其實是一手製造了人工智能機器人——人類情報收集用人形終端YJ14（大空勇仁的真正身份）的L合作社聯盟的一名女研究員，最終自己也被APP化。

#### 樫木家
亞衣的父親
配音：青山穰（日本）；李錦綸（香港）；鄒韋（台灣）

### 其他角色
樫木亞衣
配音：淵上舞（日本）；何晶晶（香港）；張雅婕（台灣）
13歲，富士见坂中学一年级生，在第27话后升为初中二年级。春的青梅竹马兼同班同學，也是第一個知道应用兽存在的普通人。溫柔穩重的性格，令她在班上很有人氣。家中經營著書店，春等人經常前去拜訪。目前書店的地下室作為春等人的秘密基地。
和戶尊
配音：廣橋涼（日本）；袁淑珍（香港）；姜翊昀（台灣）
外号沃森（ワトソン/Watson），13歲，富士见坂中学一年级生，在第27话后升为初中二年级。春的竹马之交兼同班同學。喜愛智能手機和遊戲等电子产品。經常性被卷入应用兽引發的事件當中。
黃林艾雷娜
配音：高橋李依（日本）；張頌欣（香港）；邱佩轝（台灣）
偶像組合「APP山470」成員。
真白愛麗絲
配音：水瀨祈（日本）；羅孔柔（香港）；姜翊昀（台灣）
偶像組合「APP山470」成員。
神樂坂泉
配音：堀江由衣（日本）；詹健兒（香港）
偶像組合「APP山470」成員，同時也是該組合不動的中心人物，被譽為頂點中的頂點偶像，很受惠理崇拜。
姉崎经纪人
配音：竹内絢子（日本）
「APP山470」花岚惠里的经纪人。
梅松竹男
配音：町田政則（日本）；盧國權（香港）
L合作社聯盟的前任CEO，為利維坦從幕後操控的傀儡，于第33話中因為辦事不力所以在談話節目的途中被利維坦解職。
雲龍寺奈特
配音：島崎信長（日本）；鍾見麟（香港）；吳愷笛（台灣）
16岁，天才，出生于国外，12岁高中毕业后进入大学，15岁毕业于研究生院。曾經發明過雙方能互相對話的APP，但因為用戶變質導致自己陷入挫折之下遇到利維坦。
L合作社聯盟的新任CEO，為利維坦的黨羽，在面對新海春等一眾应用驅動擁有者時他會帶上面具并化名克勞德（Cloud）以掩飾自己的真正身份。
于第41話中證實他也不過是被利維坦從幕後操控的傀儡而已，然後遭到解雇。
光次郎
配音：HIKAKIN（開發光）（日本）；關令翹（香港）
於第7話登場的新角色，造型參考本作遊戲廣告兄弟檔演員的弟弟，本身為YouTuber及Beatboxer的HIKAKIN。
虎次郎正是在看到其所拍的AppTube影片之後，受其影響才決定成為一名App Tuber的。
聖次郎
配音：SEIKIN（開發聖也）（日本）；劉奕希（香港）
於第8話登場的新角色，造型參考本作遊戲廣告兄弟檔演員的哥哥，本身為YouTuber和歌手的SEIKIN。
曾一度擁有超越虎次郎的人氣，但事後證實他不過是利維坦的手下看不見獸一手製造出的幻影。

### 数码兽

#### 动画
亞古獸
配音：坂本千夏（日本）；陸惠玲（香港）；邱佩轝（台灣）
第45话作为角色扮演游戏《数码兽宇宙》（Digimon Universe）中的游戏角色登场。當所有遊戲角色被已經感染的攻略獸給控制脅迫找出開機獸時唯一沒被控制的，為了要讓所有登場角色恢復正常而跟匹配獸聯手戰鬥。
必杀技：小型火焰（Baby Flame）
暴龙兽
机械暴龙兽
战斗暴龙兽
配音：坂本千夏（日本）；陳欣（香港）；吳愷笛（台灣）
必殺技：蓋亞能量炮（Gaia Force）

#### 漫画
致敬前作系列，黑球兽、滚球兽、亚古兽、加布兽、甲虫兽、巴鲁兽、哥玛兽、迪路兽、熊仔兽、猛鬼兽、麻鹰兽、犰狳兽、基尔兽、大耳獸、妖狐兽、古乐兽、阿耆尼兽、加鲁姆兽、冰熊兽、波高兽、问答兽、拉拉兽、弩机兽、星星兽、多路路兽、阿尔法兽等前作系列数码兽以及Xros Heart军徽和明石激衣服标志等作为玩偶物件、广告背景、商标标志、路人角色等多次于漫画《数码宝贝宇宙 应用怪兽》登场出现。

#### 游戏
3DS游戏《数码宝贝宇宙 应用怪兽》/《数码宝贝宇宙 应用怪兽 虚拟竞技场》图鉴（#035）、TCG《数码宝贝宇宙 应用怪兽 卡片游戏》卡片（V01-009）、玩具应用兽芯片（BT1-22）中登场的应用兽“扭蛋兽（ガシャモン）”，其手握胶囊（Capsule）内为亚古兽扭蛋。

### 人工智能
利維坦
配音：速水獎（日本）；蕭徽勇（香港）；吳愷笛（台灣）
本作最終反派，2006年在東京大東都大学从密涅瓦分裂诞生，潛藏在網絡之海中，極其兇惡的最終BOSS人工智能，從幕後大量散播L病毒控制了应用兽們，並開始侵入各個系統，企圖從網絡一側控制人類世界，其在人類世界暗中操控著一家名叫「L合作社聯盟」的超大型聯合企業。
于第49話中应用显现并開始大舉入侵現實世界。
最終于第52話因為勇仁啟動自毀程序而被徹底消滅。
密涅瓦
配音：渕上舞（日本）
新海電衛門1957年在東京大東都大学开发的人工智能，2006年分裂独立出利维坦，与利维坦立场对立，给予了新海春等人应用驱动器。第51話中電衛門表示本體就藏在人造衛星裡面、最終話在利維坦受損嚴重之際被最後一發光波給摧毀掉。

### 应用兽
信息獸
配音：岩田光央（日本）；李安邦（綠色）、鍾見麟（藍色）、陳成港（紅色）（香港）；鄒韋（台灣）
信息应用兽，拥有收件和发件的能力，说话时就会变成气球的样子，向着对手攻击。
導航獸
配音：堀江瞬（日本）；李震權（香港）；張敦喻（台灣）
导航应用兽，会帮人指路到达目的地，說話和行為舉止有如忍者一般，自己給自己取了一個“服部导航兽”的名字。可和匹配獸应用合体成大匹配獸。
攝影獸
配音：岡野浩介（日本）；黃啟昌（香港）；鄒韋（台灣）
相机应用兽，是个精明能干的摄影师，可以使用世界上所有的相机，在网络世界监视对手。
非常討厭有人叫自己相機獸，而是習慣人們叫自己「箱機獸」。
瞄準鏡獸
相機獸和射擊獸应用合体後的姿態。能将全世界的相机化为自己的眼睛，堪称现代版的千里眼。一旦发动能力，对瞄准镜兽而言就没有死角。
撲空獸
配音：松重慎（日本）；廖杏茵（香港）；吳愷笛（台灣）
兩隻普通应用兽应用合体失敗後的姿態。不持有任何能力，但总觉得有可爱之处的应用兽。在扑空兽身边，身体力量会不可思议地清除掉。
看不見獸
配音：井澤詩織（日本）；魏惠娥（香港）；李昀晴（台灣）
擅長諜報活動的超应用兽，不能感染L病毒。擁有讓對象身姿與風景同化的能力，無論任何時候都能悄無聲息地行動。為利維坦的黨羽。
謀略獸
看不見獸和策士獸应用合体後的姿態，擁有策略能力的極应用兽。
射擊獸
配音：川原慶久（日本）；陳耀楠（香港）
射擊应用兽，擅长远距离射击的一流狙击手。自豪的左轮枪是特制的，有时甚至悄无声息地消灭目标。
服裝獸
配音：新谷真弓（日本）；鄭麗麗（香港）；邱佩轝（台灣）
時尚应用兽，擅长設計服裝。
舔舔獸（為食獸）
配音：沼田祐介（日本）；陳耀楠（香港）；吳愷笛（台灣）
美食应用兽，擅长評論美食，吃饭的时间比什么都爱的贪吃，平常是很悠闲的，但是在肚子饿的时候，就要向食物追求食物而凶暴的性格。
舔舔瑪麗
配音：NEEKO（日本）；陳琴雲（香港）；李昀晴（台灣）
與舔舔獸（為食獸）同樣為美食应用兽，但與舔舔獸（為食獸）不同的是她擅长評論超大分量的美食，其程式停用后被消灭，後因程式重新啟用而復活。
手錶獸
配音：田中健大（日本）；陳成港（香港）；吳愷笛（台灣）
時鐘应用兽，其体内有着准确无误的时钟，非常注重让所有的事情都在准确的时刻进行，是一个谈起时间相关的话题就非常啰嗦的家伙。很崇拜世界標準時間的發源地——格林尼治天文台并將其視同神明一般。
錄音獸
配音：淺沼晉太郎（日本）；黃積權（香港）
錄音应用兽，擅长錄製音樂，有着记录对象的声音和语言的能力。非常事无巨细的性格，哪怕是不那么重要的对话也会立刻录音。用麦克风承受敌人的攻击，并将其录音。如果是声波系的攻击，便能将其吸收。
影片獸
配音：海老名翔太（日本）；胡家豪（香港）；鄒韋（台灣）
視頻应用兽，擅长錄製視頻，熟悉全世界的影像制品和直播视频，使用胳膊上的遥控器，可以在脸部的显示器中显示图像。
主持獸
配音：北澤力（日本）；李安邦（香港）
實況应用兽，長相酷似音樂獸，在实况上注入灵魂的话的天才，在他火热的实况转播，无论怎样干劲都会发挥平时以上的能量，在第9話中負責主持应用兽錦標賽。
解說獸
配音：高橋李依（日本）；張頌欣（香港）
解說应用兽，非常喜歡解說，因为身体很小而不能找到的样子，也被认为是没有实体的“神秘的声音”，在第9話中負責解說应用兽錦標賽。
策士獸
配音：代永翼（日本）；麥皓豐（香港）；張敦喻（台灣）
擅长陰謀詭計的超应用兽，同樣為利維坦的黨羽。
廚師獸
配音：上別府仁資（日本）；張炳強（香港）
擅长烹饪的应用兽。
評論獸
配音：高橋伸也（日本）；周倚天（香港）
擅长評論的应用兽。
傳聞獸
配音：山本翔（日本）；關令翹（香港）
擅长獲取小道消息的应用兽。
日曆獸
配音：辻田啟一（日本）；鍾見麟（香港）；張敦喻（台灣）
日曆应用兽。在被病毒感染的期間曾經把聖誕節給變不見。
益智獸
配音：松本健太（日本）；梁偉德（香港）；張敦喻（台灣）
遊戲应用兽，喜歡玩拼圖遊戲。
教練獸
配音：小山剛志（日本）；葉振聲（香港）；鄒韋（台灣）
訓練的超应用兽，本來是利維坦的黨羽，企圖利用劇烈的魔鬼訓練來擊潰惠理，但後來被惠理即使多麼不合理的魔鬼訓練都絕不放棄的想法以及即使試鏡落選也為隊友著想的心感動而改邪歸正，並主動要求和相撲獸应用合体。
時間獸
配音：三宅健太（日本）；張錦江（香港）；鄒韋（台灣）
時光機的超应用兽，於第16話表明自己能和大蓋奇獸应用合体為極应用兽。能把時間停止之後反擊對方，曾表示自己曾經攻擊了大蓋奇獸三下，然後中途喝了五杯茶，最後一杯更泡得沒有味道。知道電衛門過去的往事，曾用自己的能力讓春一行人知道當時一切發生的經過。
列車獸
配音：山本祥太（日本）；陳永信（香港）
換乘的应用兽。由於遭到病毒感染的關係使時刻表和列車控制產生異常，後來當病毒被清除時一度打瞌睡，最後由音樂獸的音樂給叫醒及時阻止了誤闖施工中路線將要出軌的列車。
病毒獸
配音：青山穰（日本）；關令翹（香港）
病毒的应用兽，同樣為利維坦的黨羽。
夢境獸
配音：宮澤正（日本）；張裕東（香港）
噩夢的超应用兽。曾經多次出現在虎次郎的夢中，主要是為了試探他是否有可以擔任自己選擇的極应用合体對象的資格。
解壓縮獸
配音：山本匠馬（日本）；雷霆（香港）；鄒韋（台灣）
壓縮和解壓縮的超应用兽。由於是負責壓縮和解壓縮方面的工作所以會稍微簡略一些口語中的單字和會話，零曾為了找尋跟利維坦以及小初有關的線索而挑戰了他兩次，最終敗給想讓他和掠龍獸应用合體的零手下。
彗星獸
配音：小林達也（日本）；劉昭文（香港）
大隕石的極应用兽。
波子
配音：小村哲生（日本）；鄧港文（香港）
負責看守進入深層網絡大門的守衛。
肌肉獸
配音：田尻浩章（日本）；鄧志堅（香港）
健身应用的应用兽。
賽車獸
配音：村瀨步（日本）；張方正（香港）
賽車遊戲应用的应用兽。
旅行獸
配音：新祐樹（日本）；巫哲棋（香港）
旅行应用的超应用兽。
電池獸
配音：杉崎亮（日本）；馮錦堂（香港）
電池应用的应用兽。被雲龍寺奈特以想要試探春一行人為理由在L城市中心釋放出來，曾差點讓整個L城市撞上河川下游的橋梁。
計算獸
配音：粕谷雄太（日本）；張預東（香港）；張敦喻（台灣）
計算器应用的应用兽。在被病毒感染期間曾自稱是花嵐惠理的大粉絲所以就亂入人氣投票系統意圖把惠理推向第一名，擁有可以把對方或自己的攻擊力和防禦力隨心所欲調整數值的能力。
電話獸
配音：金子誠（日本）；李致林（香港）
電話应用的应用兽。
曾經在春一行人來到应用兽墳場時所遇到，抱怨著信息APP把非常認真的它給取代的往事。
指南針獸
配音：高畑空良（日本）；劉昭文（香港）
指南針应用的应用兽。
辭典獸
配音：高橋伸也（日本）；胡家豪（香港）
辭典应用的应用兽。
曾經在春一行人來到应用兽墳場時所遇到，抱怨著搜尋APP把博學多聞的它給取代的往事。
睡眠獸
配音：水瀨祈（日本）；廖杏茵（香港）
睡眠应用的应用兽，雖然是熟睡的狀態但戰鬥力強，于第42話證實它就是桂零的弟弟桂初。
廢物獸
配音：松重慎（日本）；潘文柏（香港）；鄒韋（台灣）
廢物能力的極应用兽。
秘技獸
配音：濱添伸也（日本）；李凱傑（香港）
攻略能力的超应用兽。被病毒給感染之後聽命於利維坦然後控制所有的遊戲人物要求把開機獸給找出來，最後被環球獸與战斗暴龙兽給聯手打倒。
宙斯獸
配音：大友龍三郎（日本）；陳永信（香港）；鄒韋（台灣）
全能应用的神应用兽。在人類APP化計劃開始的階段時出現，負責協助實體化的利維坦排除外敵，最後在被春一行人的神应用獸們給壓著打然後窮途末路的時候被利維坦給吸收。
深層網絡
警報獸
配音：高橋李依（日本）；成瑤孆（香港）
警報应用的应用兽。
繪圖獸
配音：陶山章央（日本）；陳灝瑋（香港）
繪圖应用的应用兽,為衛星獸的黨羽。
衛星獸
配音：岡野浩介（日本）；劉奕希（香港）；鄒韋（台灣）
GPS应用的極应用兽，同樣為利維坦的黨羽。
總是戴著一副不合尺寸的帽子，理由是「我的帽子就只有這個尺寸了呢！」。
推特獸
配音：勝杏里（日本）；鍾見麟（香港）；張敦喻（台灣）
X（前Twitter）应用的应用兽。

### 終極四獸
領袖獸
配音：中村悠一（日本）；梁偉德（香港）；鄒韋（台灣）
利維坦手下極应用兽四天王「終極四獸」首领，擁有思維控制能力的应用兽。
美麗獸
配音：恆松步（日本）；許盈（香港）；李昀晴（台灣）
利維坦手下極应用兽四天王「終極四獸」成員之一，擁有美顏能力的应用兽。
偽裝獸
配音：白鳥哲（日本）；陳成港（香港）；張敦喻（台灣）
利維坦手下極应用兽四天王「終極四獸」成員之一，擁有偽裝能力的应用兽。
生命獸
配音：子安武人（日本）；蘇強文（香港）；吳愷笛（台灣）
利維坦手下極应用兽四天王「終極四獸」成員之一，擁有生命能力的应用兽。

### 七代码
七代碼应用獸的晶片存放於「七代碼平板」。
郵件獸
配音：根本幸多（日本）；巫哲棋（香港）；鄒韋（台灣）
代碼「01」。电子邮件应用兽，在网络上奔跑，可靠的电子邮件投递人。如果他投下的电子邮件，可以在指定的地方一口气飞到指定的地方，「Seven Code」之一。
角色扮演獸
配音：水島大宙（日本）；張方正（香港）；吳愷笛（台灣）
代碼「02」。角色扮演遊戲应用兽，手持聖劍作為武器的勇者，因為開發商方面的問題被說成是「無聊的遊戲」而深受打擊然後因此被病毒感染，「Seven Code」之一。
垃圾獸
配音：高戶靖廣（日本）；鄧志堅（香港）；鄒韋（台灣）
代碼「03」。垃圾箱应用兽，擅长處理垃圾信息，「Seven Code」之一。
預知獸
配音：丸山優子（日本）；蔡惠萍（香港）；李昀晴（台灣）
代碼「04」。占卜应用兽，擅長占卜，「Seven Code」之一。
複製貼上獸
配音：永澤菜教（日本）；黃積權（香港）；張雅婕（台灣）
代碼「05」。複製（Copy）及貼上（Paste）的应用兽，「Seven Code」之一。
醫療獸
配音：柳田淳一（日本）；馮錦堂（香港）；張敦喻（台灣）
代碼「06」。醫生的超应用兽，「Seven Code」之一。
氣象龍獸
配音：土田玲央（日本）；胡家豪（香港）；張敦喻（台灣）
代碼「07」。天氣的超应用兽，負責協助教練獸的魔鬼訓練，「Seven Code」之一。其晶片被看不見獸搶走，看不見獸被打退後其晶片回新海春手上。
但丁獸
配音：小山力也（日本）；陳卓智（香港）；鄒韋（台灣）
集齐七代码时出现的奇迹的应用兽。将七个7代码应用兽芯片放入七代码平板，放入应用驱动，就能打开通往利维坦所在的深层网络的大门。是开辟大道的化身，拥有「开放」能力的应用兽。背后背着一把上面写有「（小心门户）」的巨剑。以一己之力打倒了在表層網路上來犯的彗星獸後開門時被利維坦干擾導致全身變成石頭雕像，雖然全身被石化但仍可以說話。

### 应用驱动器
应用驱动器（Appli Drive）
配音：高木涉（日本）；朱子聰（香港）；張敦喻（台灣）
讓应用兽實體化的重要道具，相當於前作中的携带机（Digivice）。具有打开AR领域、应用合体、超应用显现、极应用显现（受60秒时间限制）的功能。聲音是新海電衛門。
应用驱动器DUO（Appli Drive DUO）
配音：高木涉（日本）；朱子聰（香港）；張敦喻（台灣）
同樣為使应用兽實體化的重要道具，是应用驅動的強化型，最初僅由勇仁一人持有，後來于第38話中新海春等其他四人在通過了「密涅瓦」的試煉後也相繼獲得。DUO通过持有者“注入自我”进行显现，实体化后的应用兽，力量值提升1.5倍，极应用显现不受60秒时间限制，也可以将持有者的能量转移至应用兽身上。聲音與应用驱动器一樣仍是新海電衛門。

## 译名
- 对于Digimon Universe Appli Monsters，中国大陆官方翻译为数码宝贝宇宙 应用怪兽，香港官方翻譯為數碼暴龍App世代，台灣官方翻譯為數碼寶貝-APP獸。
- 对于Appmon，中国大陆官方翻译为应用兽，香港官方翻譯為程式獸，台灣官方翻譯為APP獸。
- 对于Appli Monster，中国大陆官方翻译为应用怪兽，香港官方翻譯為程式精靈，台灣官方翻譯為APP怪獸。[25]

## 注解
1. ↑  此人在本作中特別出演光次郎配音。
2. ↑  此人在本作中特別出演聖次郎配音。
3. ↑  首播時，第1-2话由麥皓豐配音，第3话起由朱子聰配音。重播時，統一改由朱子聰配音。